# Rio Botuquara
O rio Botuquara é um  curso de água que banha o estado do Paraná. Com aproximados 14 km, nasce próximo à estrada que demanda de Ponta Grossa ao distrito de Itaiacoca. É um dos primeiros afluentes da margem direita do rio Tibaji, no qual faz a foz próximo do distrito industrial de Ponta Grossa.
Dado que suas nascentes já eram abundantes a grande altitude, esse pequeno rio foi utilizado como o primeiro manancial fornecedor de água potável para a cidade de Ponta Grossa, depois substituído pela represa dos Alagados.